# 대구조암초등학교
대구조암초등학교(大邱租岩初等學校)는 대한민국 대구광역시 달서구 월성동에 있는 공립 초등학교이다.

## 학교 연혁
- 2007년 3월 28일 설립인가
- 2008년 9월 1일 개교 (23학급, 449명)
- 2008년 9월 18일 조암배추밭 조성(5,6학년)
- 2008년 9월 25일 조암수생식물원 조성
- 2008년 10월 24일 조암밀밭·보리밭 조성(1~4학년)
- 2008년 11월 1일 개교 기념 행사
- 2009년 3월 5일 병설유치원 제 1회 입학식 56명 (남 32명, 여 24명)
- 2009년 5월 1일 조암 한마당 큰잔치
- 2009년 5월 6일 조암 오케스트라 설명회 개최
- 2009년 5월 21일 조암갤러리 조성
- 2009년 7월 20일 조암 쌍둥이타워 건설
- 2009년 7월 30일 프랑스 GRAND CEDRE 학교와 자매 결연
- 2009년 10월 31일 조암예술제 작품 전시회
- 2010년 3월 1일 대구광역시교육청지정 과학교육 시범학교 운영(2년간)
- 2010년 10월 25일 조암작품전시회
- 2010년 10월 28일 조암창의과학한마당
- 2010년 11월 5일 조암 병설유치원 예술제
- 2010년 11월 8일 교내 청렴 글짓기 대회
- 2011년 2월 15일 제3회 졸업식 231명, 계427명
- 2011년 3월 1일 제2대 김익진 교장 취임
- 2011년 3월 1일 초등학교 36학급, 유치원 2학급 편성
- 2011년 3월 2일 초등학교 입학식 141명 (남 71명, 여 70명), 병설유치원 입학식 60명(남 25명, 여 35명)
- 2011년 3월 25일 조암도서관-두류도서관 협약 체결
- 2011년 12월 27일 주차장 펜스 설치
- 2012년 4월 18일 과학의 날 행사, 영재교실 개강식
- 2012년 5월 1일 조암 한마당 큰잔치
- 2012년 7월 11일 교내 우리고장문화유산 스토리텔링대회(3~6학년)
- 2013년 4월 17일 과학의 날 행사, 항공과학 탐구대회, 조암 영재학급 개강식
- 2013년 4월 18일 유치원 학부모역량개발 교육
- 2013년 4월 25일 유치원 현장체험 학습(수목원)
- 2013년 5월 29일 친한친구 교실 운영, 스포츠클럽 풋살 대회
- 2013년 6월 1일 조암 힐링 스쿨